# Uroš Nikolić (cầu thủ bóng đá, sinh 1993)

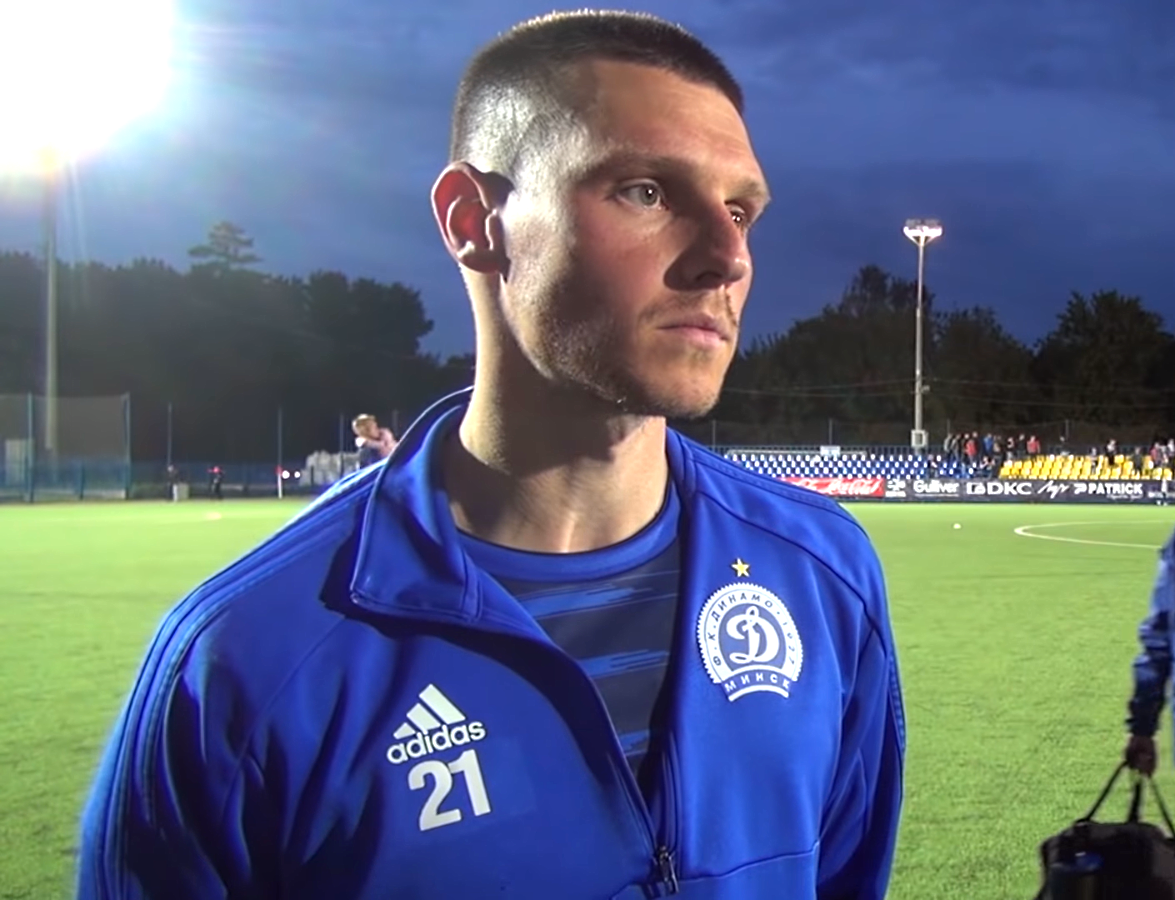
Nikolić vào năm 2018

Uros Nikolić (Урош Никoлић, sinh 14 tháng 12 năm 1993) là một tiền vệ bóng đá Serbia hiện tại thi đấu cho Dinamo Minsk.

## Sự nghiệp
Vào tháng 2 năm 2012, anh gia nhập câu lạc bộ Hungary Videoton FC.
Vào mùa giải 2013-14 anh được cho mượn đến đội bóng cùng ở Nemzeti Bajnokság I Puskás Akadémia.

## Thống kê câu lạc bộ
Tính đến 8 tháng 12 năm 2013
| Câu lạc bộ          | Mùa giải            | Giải vô địch | Giải vô địch | Cúp  | Cúp | Cúp Liên đoàn | Cúp Liên đoàn | Châu Âu | Châu Âu | Tổng | Tổng |
| Câu lạc bộ          | Mùa giải            | Trận         | Bàn          | Trận | Bàn | Trận          | Bàn           | Trận    | Bàn     | Trận | Bàn  |
| ------------------- | ------------------- | ------------ | ------------ | ---- | --- | ------------- | ------------- | ------- | ------- | ---- | ---- |
| Videoton            | 2011–12             | 1            | 0            | 0    | 0   | 3             | 0             | 0       | 0       | 4    | 0    |
| Videoton            | 2012–13             | 5            | 0            | 1    | 2   | 5             | 0             | 1       | 0       | 12   | 2    |
| Videoton            | Tổng cộng           | 6            | 0            | 1    | 2   | 8             | 0             | 1       | 0       | 16   | 2    |
| Puskás              | 2013–14             | 9            | 1            | 3    | 0   | 4             | 0             | 0       | 0       | 16   | 1    |
| Puskás              | Tổng cộng           | 9            | 1            | 3    | 0   | 4             | 0             | 0       | 0       | 16   | 1    |
| Tổng cộng sự nghiệp | Tổng cộng sự nghiệp | 15           | 1            | 4    | 2   | 12            | 0             | 1       | 0       | 32   | 3    |